# Neverwas
Neverwas (Libro mágico, El sueño del cielo) es una película dirigida por Joshua Michael Stern en el año 2005.

## Sinopsis
Un reputado psiquiatra renuncia a un lucrativo trabajo en una consulta privada para empezar a trabajar en la institución donde su padre, un afamado autor infantil, vivió sus últimos días. Mientras se aclimata a su nuevo trabajo, entre los muchos enfermos conocerá a un esquizofrénico que guarda una conexión con el trabajo de su padre y, creyendo que eso le explicará más cosas acerca de sus orígenes, decide investigar ese caso para adentrarse en el pasado de su progenitor.
- Datos: Q1982253
- Multimedia: Neverwas / Q1982253